# Niob(V)-fluorid
Niob(V)-fluorid ist eine anorganische chemische Verbindung des Niobs aus der Gruppe der Fluoride.

## Gewinnung und Darstellung
Die Erstsynthese von Niob(V)-fluorid wurde von Otto Ruff und Julian Zedner an der Technischen Hochschule Danzig durchgeführt und am 15. Januar 1909 zur Veröffentlichung eingereicht.
Niob(V)-fluorid kann durch Reaktion von Niob(V)-chlorid mit Fluorwasserstoff gewonnen werden.
{\displaystyle \mathrm {NbCl_{5}+5\ HF\longrightarrow NbF_{5}+2\ HCl} }
Ebenfalls möglich ist die Darstellung aus den Elementen:
{\displaystyle \mathrm {2\ Nb+5\ F_{2}\longrightarrow 2\ NbF_{5}} }
sowie durch die Umsetzung von elementarem Niob mit Zinn(II)-fluorid im Stickstoffstrom bei 400 bis 500 °C:
{\displaystyle {\ce {5 SnF2 + 2 Nb -> 5Sn + 2 NbF5}}}
Allgemein lässt sich Niob(V)-fluorid ähnlich wie Tantal(V)-fluorid durch Fluorierung mit Fluor oder Fluorwasserstoff aus den Oxiden (Niob(V)-oxid) gewinnen.

## Eigenschaften
Niob(V)-fluorid ist ein farbloser, sehr hygroskopischer Feststoff, der in Wasser und Ethanol unter Solvolyse löslich ist. Er ist wenig löslich in Kohlenstoffdisulfid und Chloroform. Mit Alkalilaugen hydrolysiert er. Die stark lichtbrechenden Kristalle zerfließen an Luft. Als Feststoff (im Gegensatz zum monomeren Gas) liegt die Verbindung als Tetramer vor und besitzt eine Ringstruktur, bei der vier Niobatome ein nahezu gleichseitiges Parallelogramm bilden. Er hat eine monokline Kristallstruktur mit der Raumgruppe C2/m (Raumgruppen-Nr. 12).

## Verwendung
Niob(V)-fluorid kann als Ausgangssubstanz für die Synthese von Niob(IV)-fluorid verwendet werden.